# كدسورة أكسميثية
كدسورة أكسميثية (الاسم العلمي:Kadsura acsmithii) هي نوع من النباتات يتبع جنس الكدسورة من الفصيلة الشزندرية.